# بيتي مارتينيز
غونزالو مارتينيز (بالإسبانية: Gonzalo Nicolás Martínez) (13 يونيو 1993 -) ويلقب بـ"بيتي"، هو لاعب كرة قدم أرجنتيني يلعب كلاعب وسط في نادي ريفر بليت الأرجنتيني.

## روابط خارجية
- بيتي مارتينيز على موقع الاتحاد الدولي (مؤرشف)  (الإنجليزية)
- بيتي مارتينيز على موقع الدوري الأمريكي (الإنجليزية)
- بيتي مارتينيز على موقع إي إس بي إن إف سي (الإنجليزية)
- بيتي مارتينيز على موقع قاعدة بيانات كرة القدم.إي يو (الإنجليزية)
- بيتي مارتينيز على موقع ناشيونال فوتبول تيمز (الإنجليزية)
- بيتي مارتينيز على موقع Soccerbase.com (لاعب) (الإنجليزية)
- بيتي مارتينيز على موقع Soccerway.com (الإنجليزية)
- بيتي مارتينيز على موقع عالم كرة القدم.نت (الإنجليزية)
- بيتي مارتينيز على موقع AS.com (الإسبانية)